# Dynasty (album)
Dynasty is het zevende studioalbum van de hardrockband Kiss. Het album verscheen op 23 mei 1979 en werd geproduceerd door Vini Poncia.
Er zijn drie singles van uitgebracht: I Was Made for Lovin' You, Sure Know Something en Magic Touch.

## Nummers
1. "I Was Made for Lovin' You" (Paul Stanley, Vini Poncia, Desmond Child)
2. "2000 Man" (Mick Jagger, Keith Richards)
3. "Sure Know Something" (Stanley, Poncia)
4. "Dirty Livin'" (Peter Criss, Stan Penridge, Poncia)
5. "Charisma" (Gene Simmons, Howard Marks)
6. "Magic Touch" (Stanley)
7. "Hard Times" (Ace Frehley)
8. "X-Ray Eyes" (Simmons)
9. "Save Your Love" (Frehley)